# Stabilo (band)
Stabilo, oprindeligt Stabilo Boss, er et rockband fra Maple Ridge i provinsen British Columbia, Canada.
De blev dannet i 1999 og er bedst kendt for deres hits "Everybody", "One More Pill", "Don't Look In Their Eyes", "Flawed Design" og "Kidding Ourselves", som især var populære i hjemlandet Canada.

## Bandets historie
Medlemmerne Jesse Dryfhout og Christopher John, dengang han Chris Moerman, var gymnasievenner, som spillede sammen i et band, der hed 'Molly'. De udgav en CD Ghosts of Yesterday i 1997.
'Molly' spillede deres sidste show i 2001 i Maple Ridge. Dagen efter genopstod de som 'Stabilo Boss'. De har senere forkortet deres navn til 'Stabilo'[kilde mangler].
De har i perioden fra 2002 og frem til i dag været et af de mest spillede band på canadiske radiostationer[kilde mangler].

## Album udgivelser
- Kitchen Sessions (1999)
- Stabilo Boss (2001)
- The Beautiful Madness EP (2002)
- Cupid? (2004)
- Happiness and Disaster (2006)

### Singler
- "Everybody (Stabilo song)|Everybody)" (2001)
- "One More Pill" (2001)
- "Everybody"(re-release) (2004)
- "Flawed Design" (2006) (Nr. 1 på den canadiske single hitliste.)
- "Kidding Ourselves" (2006) (Nr. 21 på canadiske single hitliste)
- "Don't Look In Their Eyes" (2006)
- "Starting Fires" (2008)

## Eksterne links
- Officiel side Arkiveret 16. marts 2020 hos  Wayback Machine
- MySpace side
- Facebook side
- One More Pill Fanside – siden 2002
- iLike side Arkiveret 6. februar 2010 hos  Wayback Machine
- Street Team side
- Purevolume side (Webside ikke længere tilgængelig)